# Mosese Taga
Mosese Taga (* 17. September 1964 in Yalalevu; † 2. Februar 2022) war ein fidschianischer Rugbyspieler. Er nahm 1987 und 1991 mit der fidschianischen Rugby-Union-Nationalmannschaft an der Rugby-Union-Weltmeisterschaft teil.